# Albert Heinrich Kniest
Albert Heinrich Kniest (* 15. Mai 1908 in Kiel; † 8. November 1984) war ein deutscher Komponist und Autor im Schach.

## Schachkomposition
Mit etwa 15 Jahren erlernte Kniest das Schachspielen. Er wurde 1923 Mitglied im Arbeiterschachklub Bottrop und entwickelte sich hier zu einem Turnierspieler mit passabler Spielstärke. Recht schnell wandte er sich aber der Schachkomposition zu. 1925 wurde er Mitglied der Vereinigung Schwalbe. Ende 1925 veröffentlichte er im Essener Anzeiger seine ersten Schachaufgaben. Am liebsten komponierte er Wenigsteiner – das sind Schachaufgaben mit höchstens vier Steinen – und Aufgaben aus dem Märchenschach. Insgesamt komponierte er etwa 7000 Schachaufgaben. Während des Zweiten Weltkrieges verlor er alle Aufzeichnungen über seine Werke vor dem Krieg.
|   | a | b | c | d | e | f | g | h |   |
| 8 |   |   |   |   |   |   |   |   | 8 |
| 7 |   |   |   |   |   |   |   |   | 7 |
| 6 |   |   |   |   |   |   |   |   | 6 |
| 5 |   |   |   |   |   |   |   |   | 5 |
| 4 |   |   |   |   |   |   |   |   | 4 |
| 3 |   |   |   |   |   |   |   |   | 3 |
| 2 |   |   |   |   |   |   |   |   | 2 |
| 1 |   |   |   |   |   |   |   |   | 1 |
|   | a | b | c | d | e | f | g | h |   |

Lösung:
a) Matt in zwei Zügen:       1. fxg3! hxg3 2. Dh5 matt
b) Selbstmatt in zwei Zügen: 1. fxg3! hxg3 2. Df4 g2 matt
Wenn Schwarz am Zug wäre („Satzspiel“), müsste er durch Dxf3 mattsetzen, weil er keinen anderen Zug hat. Weiß würde nur einen Wartezug benötigen, der die Stellung nicht wesentlich ändert, hat aber keinen solchen zur Verfügung. Das Selbstmatt (Phase b) ist damit ein Fata-Morgana-Matt vom Weber-Typ: Es gibt ein einzügiges Satzmatt (1. … Dxf3), das in der Lösung nicht realisiert werden kann. Dort wird vielmehr die Satzmattfigur (die schwarze Dame) geschlagen und die Mattsetzung erfolgt völlig anders.

## Der Autor
Kniest gab viele eigene Zeitschriften heraus. Die meisten schrieb er von Hand, auch fügte er eigene Zeichnungen bei.
- Deutsche Märchenschachzeitung – Mai 1931 bis Mai 1933
- Kniest’s Schachbriefe – November 1942 bis Juni 1944
- Schachmatt – Oktober 1946
- Diagramme und Figuren
- Frankfurter Notizen
- Caissas fröhliche Tiefgarage mit Splittergrube

Auch leitete er mehrere Problemrubriken in Zeitungen und Schachzeitschriften, die in Fachkreisen sehr geschätzt wurden:
- Bottroper Volkszeitung – 1934 bis Mitte 1937 (Nachfolger wurde sein Bruder Peter Kniest)
- Schnatterer
- Gletscherspalte
- Bunte Steine
- Kennst Du die Bibel?

## Sein Leben
Kniest war Bergmann. Den Besuch der Bergschulen in Bottrop und Hamborn schloss er mit dem Steigerpatent ab. Danach studierte er Ingenieurwissenschaften und wurde Bauingenieur. Sein Bruder Peter Kniest war auch ein Schachkomponist.
| Personendaten    | Personendaten             |
| ---------------- | ------------------------- |
| NAME             | Kniest, Albert Heinrich   |
| KURZBESCHREIBUNG | deutscher Schachkomponist |
| GEBURTSDATUM     | 15. Mai 1908              |
| GEBURTSORT       | Kiel                      |
| STERBEDATUM      | 8. November 1984          |